# Abell 39
Abell 39 ist ein planetarischer Nebel mit geringer Flächenhelligkeit im Sternbild Herkules. Es wird angenommen, dass der Nebel etwa 3800 Lichtjahre von der Erde und 4600 Lichtjahre von der galaktischen Ebene entfernt ist. Er hat eine nahezu sphärische Geometrie.
Seine Bezeichnung ergibt sich aus dem Eintrag in George Abells Abell Catalog of Planetary Nebulae aus dem Jahr 1966.

## Zentralstern
Der Zentralstern des Nebels liegt um etwa 2″ (ca. 0,1 Lichtjahre) westlich des Zentrums. Dies scheint nicht in einer Interaktion mit interstellarer Materie begründet zu sein, sondern aus einer leichten Asymmetrie der Verteilung der ausgestoßenen Materie  zu resultieren. Man geht bei der Masse des Zentralsterns von 0,6 M☉ aus, während die ausgestoßene Materie des Nebels eine Masse von 0,6 M☉ besitzt.